# 賛美詩・新編

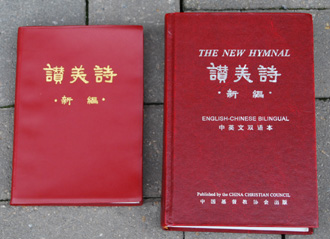
「賛美詩・新編」（左、中国基督教協会の出版、愛徳印刷有限公司の印刷）と「中英文双語本English-Chinese Bilingual」（右、同）

賛美詩・新編（中国語簡体字: 赞美诗 新编, 英語：The Chinese New Hymnal）は1980年代初めに編集・出版された中国語の賛美歌／聖歌集で、現在中国のプロテスタント教会の礼拝では、ほぼ例外なくこの本からの歌で賛美が行なわれている。

## 成り立ち
「賛美詩・新編」は文化大革命の宗教、特にキリスト教の弾圧がほぼ終結して、礼拝が再開された1980年ころから、内外の賛美歌／聖歌を集めて編集が開始され、1983年に簡譜版が、1985年に五線譜版が出版されたもの。「簡譜」とは日本でも明治時代初期から広く使われた「数字譜」のことで、ドレミファなどの音階を数字1、2、3、4などで表現する記譜法で、現代中国では今もほとんどがこれが使われているもので、「賛美詩・新編」も簡譜版以外は通常見かけない。
全部で400曲が収められ、付録に42曲の「短歌」（短い歌）がある。編集の過程で、欧米からの歌に加えて、中国人による歌を多く採用したのが特徴である。作詞者・作曲者は掲載されていない。印刷は愛徳印刷有限公司、出版は中国基督教協会の出版である。「主の祈り」（主祷分）は394番、「使徒信条」は395番に収められていて、そこの文章が礼拝では音楽なしに唱えられる。「短歌」には、旧約聖書の目次の歌（41番）、新約聖書の目次の歌（42番）もある。
また、1989年には英中両語版である「The New Hymnal 賛美詩・新編 English-Chinese Bilingual 中英文双語本」（China Christian Council 中国基督教協会）が出版された。これは「五線譜」で採譜されていて、中国で作られた歌も英語版でも掲載されているが、入手が困難である。
現在中国のプロテスタント教会の礼拝で、ほぼ例外なくこの本からの歌で賛美が行なわれている。なお、中国人の作詞・作曲になる歌で、海外の賛美歌／聖歌集に収められるケースも出てきている。

## プロテスタント礼拝
中国のプロテスタント・キリスト教会での礼拝は、「聖経」（聖書）和合本版、この讃美歌／聖歌集「賛美詩・新編」、「主祷文」（主の祈り）、「使徒信経」（使徒信条）が一般に使われている。中国語教会では、「ニケア信条」はあまり使われていない。

## 新しい歌
新しい讃美歌・聖歌を集めた歌集が各地で、特に青年向け礼拝用に編集・出版され初めている。国内の歌も、海外の歌も積極的に集めたものであるが、まだ全国的な規模で発行されたものはない。

## 参照
- 「賛美詩・新編・」（中国基督教協会発行；1983年4月第1版、2001年1月新排本、2002年1月第1次印刷）
- 「The New Hymnal (English-Chinese Bilingual Edition) 賛美詩・新編・ (中英文双語本)」（中国基督教協会発行、1999年）

## その他の参照項目
- キリスト教
- プロテスタント
- 中国のキリスト教
- 賛美歌、聖歌
- 中国基督教協会、愛徳印刷有限公司
- 中国語聖書の和合本版
- 記譜法、五線譜、数字譜